# Brasura humilis
Brasura humilis är en insektsart som beskrevs av Nielson 1991. Brasura humilis ingår i släktet Brasura och familjen dvärgstritar. Inga underarter finns listade i Catalogue of Life.